# Scotonycteris zenkeri
Scotonycteris zenkeri е вид прилеп от семейство Плодоядни прилепи (Pteropodidae). Видът не е застрашен от изчезване.

## Разпространение
Разпространен е в Габон, Гана, Гвинея, Демократична република Конго, Екваториална Гвинея, Камерун, Кот д'Ивоар, Либерия, Нигерия и Централноафриканска република.

## Описание
Теглото им е около 21,3 g.
Популацията на вида е намаляваща.